# Аккеси (посёлок)
Акке́си (яп. 厚岸町 аккэси-тё:) — посёлок в Японии, находящийся в уезде Аккеси округа Кусиро губернаторства Хоккайдо. Площадь посёлка составляет 739,08 км², население — 10 205 человек (30 июня 2014), плотность населения — 13,81 чел./км².

## Географическое положение
Посёлок расположен на острове Хоккайдо в губернаторстве Хоккайдо. Он лежит на плоскогорье между одноимёнными озером и бухтой. С ним граничат посёлки Кусиро, Сибетя, Хаманака, Бецукай. Через посёлок проходит железнодорожная линия Немуро.

## Население
Население посёлка составляет 10 205 человек (30 июня 2014), а плотность — 13,81 чел./км². Изменение численности населения с 1980 по 2005 годы:
| 1980 | 15 940 чел. |  |
| 1985 | 15 417 чел. |  |
| 1990 | 14 093 чел. |  |
| 1995 | 13 076 чел. |  |
| 2000 | 12 307 чел. |  |
| 2005 | 11 525 чел. |  |

## Символика
Деревом посёлка считается Prunus sargentii, цветком — ирис щетинистый, птицей — Larus schistisagus.